# Alcalá de la Vega
Alcalá de la Vega ist ein Ort und eine zentralspanische Gemeinde (municipio) mit 70 Einwohnern (Stand: 2024) im Norden der Provinz Cuenca in der Autonomen Region Kastilien-La Mancha. 

## Lage und Klima
Alcalá de la Vega liegt auf der Westseite des Iberischen Gebirges in einer Höhe von ca. 1200 m. Die Provinzhauptstadt Cuenca befindet sich gut 53 Kilometer (Fahrtstrecke) westnordwestlich. Das Klima im Winter ist gemäßigt, im Sommer dagegen warm bis heiß. Regen (514 mm/Jahr) fällt das ganze Jahr über.

## Bevölkerungsentwicklung
| Jahr      | 1970 | 1981 | 1991 | 2001 | 2011 | 2021 |
| Einwohner | 431  | 279  | 177  | 164  | 120  | 85   |

## Sehenswürdigkeiten

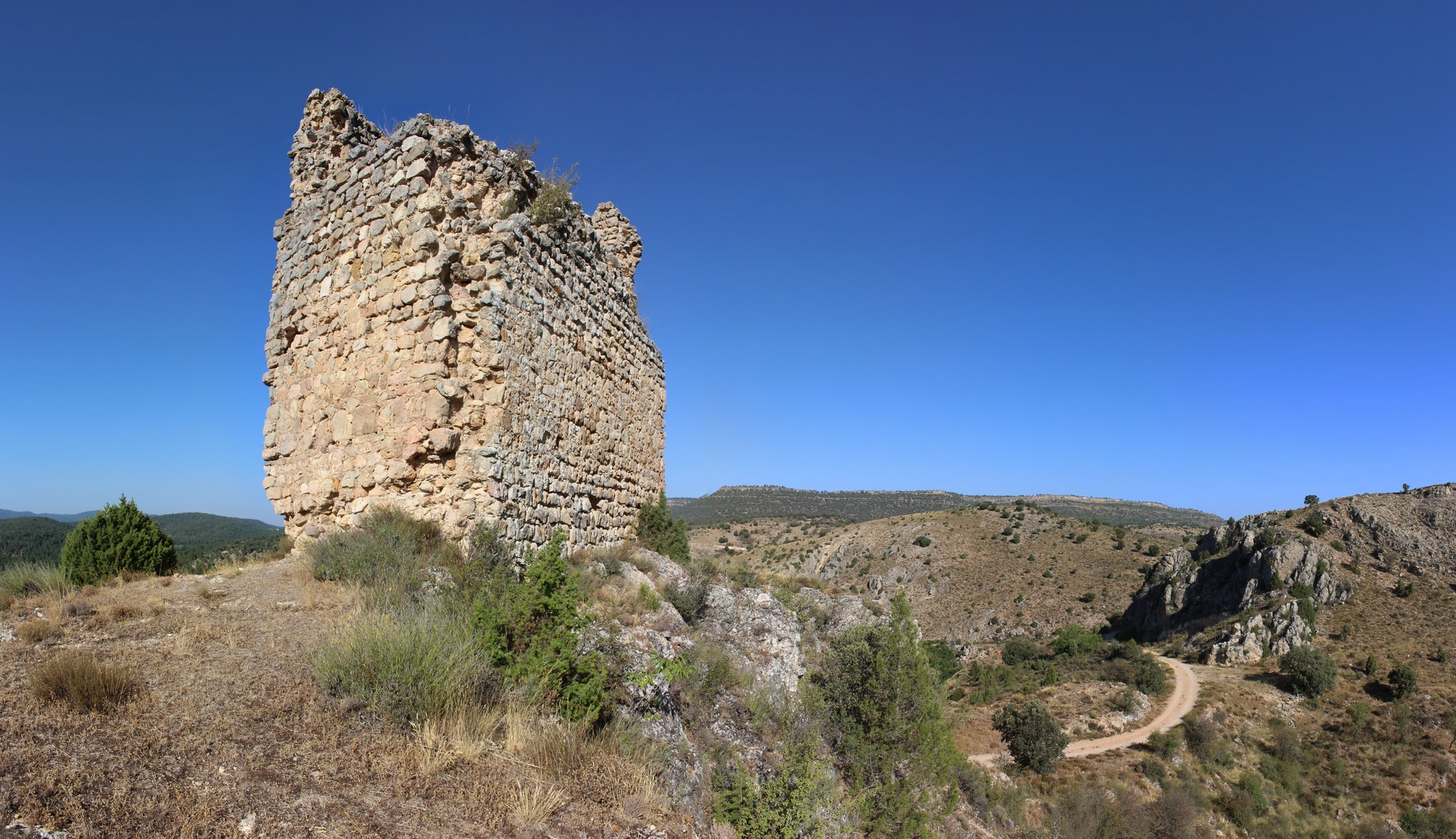
Burgreste
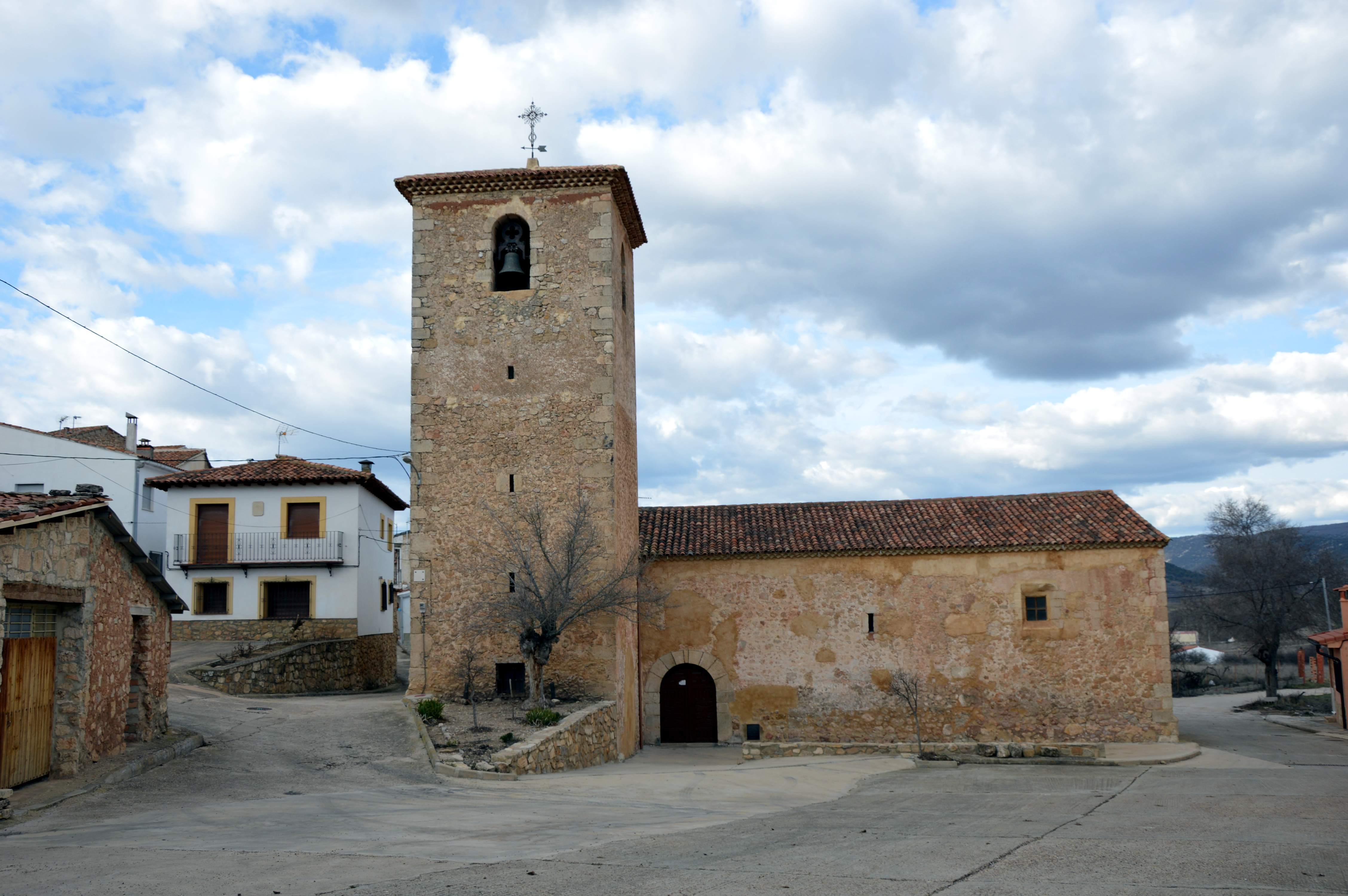
Kirche Mariä Himmelfahrt
- Marienkapelle

- Burgreste
- Kirche Mariä Himmelfahrt